# Mocoa
Mocoa è un comune della Colombia, capoluogo del dipartimento di Putumayo.
L'abitato venne fondato da Gonzalo H. de Avendaño nel 1593 con il nome di "San Miguel de Agreda de Mocoa", mentre l'istituzione del comune è del 1958.